# مايو توكو
مايو توكو (土光 真代) (مواليد 3 مايو 1996)، هي لاعبة كرة قدم كانت تلعب كمدافع. ولعبت مع منتخب اليابان لكرة القدم للسيدات.

## وصلات خارجية
- مايو توكو على موقع الاتحاد الدولي (مؤرشف)  (الإنجليزية)
- مايو توكو على موقع قاعدة بيانات كرة القدم.إي يو (الإنجليزية)
- مايو توكو على موقع Soccerway.com (الإنجليزية)
- مايو توكو على موقع عالم كرة القدم.نت (الإنجليزية)